# Laticauda saintgironsi
Laticauda saintgironsi là một loài rắn trong họ Rắn hổ. Loài này được Cogger & Heatwole mô tả khoa học đầu tiên năm 2005.

## Hình ảnh

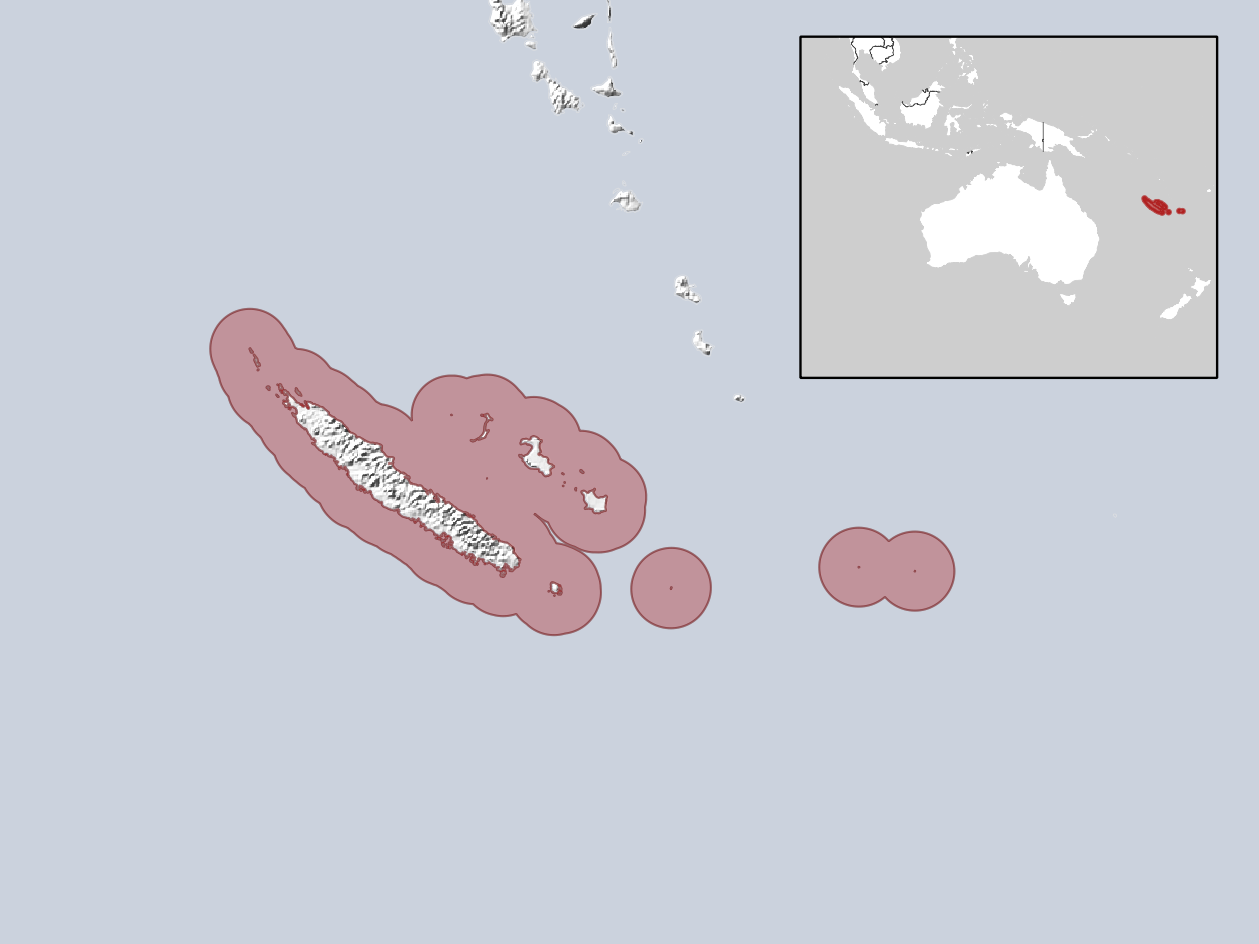